# The House of Terror
The House of Terror é um seriado estadunidense de 1928, gênero aventura, dirigido por Roland D. Reed, em 10 capítulos, estrelado por Pat J. O'Brien, Dorothy Tallcott e Jack La Rue. Produzido e distribuído pela William M. Pizor Productions, veiculou nos cinemas estadunidenses em 1928.
Há cópias do seriado na UCLA Film and Television Archive.

## Elenco
- Pat J. O'Brien (creditado Pat O'Brien)
- Dorothy Tallcott
- Jack La Rue
- Roy Watson
- Eugene Burr	 (creditado Gene Burr)
- Earl Gunn (creditado Earle Gunn)
- Valerie Burr

## Capítulos
1. Missing Men
2. Tongues of Flame
3. Swirling Waters
4. Out of the Night
5. Perilous Trails
6. Secret Passage
7. Division
8. Revenge
9. Pawns of Evil
10. The Hidden Treasure